# Split-pi

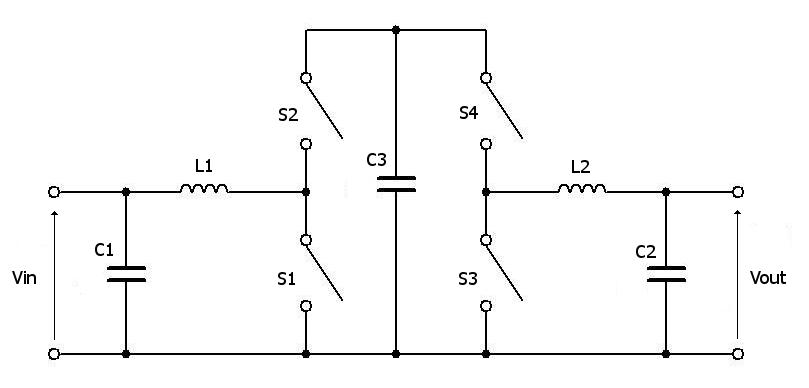
Split-pi架構的原理

split-pi是电子学中一種变流技术的組態，理論上可以產生任意大小的電壓，可以比輸入電壓小，也可以比輸入電壓大。實際上可以產生的最大電壓會受元件的限制。在本質上，split-pi是升壓變換器加上降压变换器。其組態以及使用金屬氧化物半導體場效電晶體（MOSFET）的功率晶體，使其本質上有雙向運作的能力，可以用在需要再生制動的應用中。
split-pi轉換器是一種直流-直流轉換器，其輸出電壓大小可以比輸入電壓大，也可以比輸入電壓小。這種開關模式電源類似升壓變換器後面再串接降压变换器。Split-pi的名稱是由於其π形電路的特點，可以視為是二個π形濾波器串聯，但中間被MOSFET的橋型電路截斷。
split-pi轉換器的主要特徵是中間插入的電容器，可以儲存能量。其輸入側和輸出側的電流都是連續不中斷的，在電磁相容性（EMC）的特性會比較好，也比較不會有漣波。
除了split-pi轉換器外，還有些直流-直流轉換器的輸出電壓也可以大於輸入電壓或小於輸入電壓，像是有boost-buck轉換器架構（除了Split-pi外，還有庫克變換器、SEPIC等）及降壓-升壓變換器架構。

## 運作原理
典型的應用是將電壓源放在電路左側，左側的半橋電路為升壓變換器，右側的半橋電路為降压变换器。在回昇模式則反過來，左側的半橋電路為降压变换器，則右側的半橋電路為升壓變換器。
任何時間下，電橋中只會切換一個開關，以進行電壓轉換，未切換的開關始終導通。若半橋電路的上臂開關都導通，下臂開關都導通，會得到1:1的輸出電壓比。可以調整半橋中MOSFET的導通比來調整輸出電壓。

## 應用和優點
Split-pi轉換器的優點，包括雙向的電能流動，輸出電壓可以不受輸入電壓限制，以及電路中間加入的電容器，可以減少干擾，也可以作為暫時的能量儲存。Split-pi轉換器很適合用在電動車上，因為驅動馬達需要的電壓，或是馬達本身產生的電壓，有可能會超過電池的電壓。由於電能的雙向流動，馬達在剎車時產生的回升電壓，也可以儲存回電池，不過上述功能用單純的pi轉換器也可以實現。
Split-pi轉換器的最大優點，是中間層的電容器可以用双电层电容器作為儲能元件。和電池相比較，双电层电容器可以提供更高的瞬時功率，但因為其體積，儲存的能量有限。相反的，電動車的動力電池可以儲存的電能較多，但瞬時功率較低，二者可以互補。當電動車需要大電流時，動力電池會受到影響，若使用Split-pi轉換器，二個儲存元件可以互補，在加速或是剎車時，由双电层电容器短暫地提供或儲存能量，之後由動力電池補充。
split-pi轉換器可以用在以下的應用中：
- 电动汽车的動力總成
- 电机控制器
- 再生制動
- Zeta變換器（德语：Zeta-Wandler）